# Vittorio Granchi
Vittorio Granchi (Firenze, 20 ottobre 1908 – Firenze, 30 novembre 1992) è stato un pittore e restauratore italiano.

## Biografia
Appartenente ad una famiglia di "artieri" fiorentini con botteghe di "doratura" e "restauro" attive già nel XIX secolo, dopo l'apprendistato giovanile nella bottega paterna, completò la sua formazione negli anni venti all'Istituto d'Arte di Porta Romana a Firenze sotto la guida di Luigi Cavalieri per la decorazione industriale e Giacomo Lolli per la figura. 

La sua lunga carriera artistica, in parallelo con quella più nota di restauratore dello Stato, è stata segnata da esposizioni e riconoscimenti. Sue opere sono conservate alla Galleria degli Uffizi, alla Galleria d’Arte Moderna di Palazzo Pitti e all'Accademia delle arti del disegno.
Il contributo più significativo di Vittorio Granchi emerge nel campo della conservazione e restauro delle opere d'arte dipinte, sia per le metodologie da lui messe a punto a fianco di restauratori di consolidata esperienza quali Augusto Vermehren e Gaetano Lo Vullo, sia per le specifiche e talvolta inedite tecniche applicate nei suoi restauri.
L'attività del Granchi restauratore è attestata dai numerosi interventi condotti sui dipinti dei maggiori musei fiorentini e in particolare della Galleria degli Uffizi, come è documentato dall'elenco dei restauri da lui eseguiti, recentemente reso noto.
Nel 1934 lo storico dell'arte Ugo Procacci lo chiamò a far parte del Gabinetto Restauri della Soprintendenza alle Gallerie fiorentine, ove prestò la sua opera per quarant'anni fino al 1973, conducendo singolarmente, o a capo di équipe, restauri oggi considerati storici, come quelli alle tavole vasariane nel Salone dei Cinquecento in Palazzo Vecchio e ai polittici del Beato Angelico e del Sassetta di Cortona danneggiati dalla guerra. Molti, definiti di “alta chirurgia”, appartengono a quella drammatica circostanza che lo vide impegnato, assieme a Umberto Baldini e ai colleghi del Gabinetto Restauri, nel recupero delle opere danneggiate dall'alluvione di Firenze del 1966, come il Crocifisso di Cimabue, in cui il Granchi, con una soluzione inedita e innovativa, separò il colore dal supporto ligneo consentendo il salvataggio di entrambi. Questo intervento, nella sua complessità, rimane uno dei riferimenti della “Scuola Fiorentina del Restauro” della quale Vittorio fu uno dei maggiori esponenti.
Sin dagli anni cinquanta dedicò la sua operatività anche all'insegnamento ai più giovani lasciandone una concreta traccia nelle “Lezioni di restauro”, da lui tenute su incarico di Ugo Procacci prima e di Umberto Baldini poi, presso il Laboratorio Restauri della Soprintendenza.

Vittorio Granchi
Il mio vecchio tavolo di lavoro
olio su tela (1931)
(collezione della famiglia Granchi)

## Riconoscimenti
- Premio Alinari per il restauro, 1991

## Opere più rappresentative
- Autoritratto con la cravatta nera, 1931, Firenze Collezione degli Autoritratti del ‘900 della Galleria degli Uffizi
- Esodo (Albania), 1942, Firenze, collezione privata
- Il Ponte all'Asse, 1940, Galleria d'Arte Moderna di Palazzo Pitti
- Le torri Amidei e Baldovinetti (la Firenze distrutta dalle mine tedesche), 1945, Galleria d'Arte Moderna di Palazzo Pitti, Firenze.
- Il mio vecchio tavolo di lavoro, olio su tela, 1931. Firenze, collezione della famiglia Granchi.